# Vật chủ

Minh họa về một sơ đồ tương tác truyền bệnh, trong đó dễ nhận thấy vật chủ chính là một con heo, nó vừa tiếp nhận các mầm mệnh nhưng cũng đồng thời là nguồn bệnh

Trong sinh học và y học, vật chủ là những sinh vật lớn hơn nuôi dưỡng một sinh vật nhỏ hơn, theo các dạng quan hệ ký sinh, cộng sinh hoặc hội sinh (Commensalism), cung cấp dinh dưỡng, nơi trú ẩn hoặc đôi khi là bảo vệ lẫn nhau. Trong quan hệ ký sinh thì vật chủ là đối tượng bị thiệt hại, chẳng hạn khi người bị nhiễm giun thì người là vật chủ, giun là vật ký sinh. Trong giới thực vật một cây chủ cung cấp nguồn thức ăn và chất nền cho côn trùng nhất định hoặc động vật khác sống. Từ "khách" đôi khi được sử dụng trong sinh học để chỉ các sinh vật sống dựa vào vật chủ.
Ví dụ về cộng sinh là cây họ đậu chứa vi khuẩn cố định đạm hữu ích, hay địa y là cộng sinh của nấm và tảo. Trong động vật biển cũng thường có cộng sinh, như giữa hải quỳ và cá. Trong thực tế việc tìm môi trường sống của các sinh vật dẫn đến tất cả sinh vật đa bào có kích thước đủ lớn đều bị trở thành vật chủ. Ví dụ người là vật chủ cho tập đoàn vi khuẩn đường ruột cả có ích và có hại, các côn trùng dưới da, và lớn hơn thì là giun sán các cỡ.

## Đặc điểm
Vật chủ có thể mang ký sinh vật ở nhiều giai đoạn khác nhau, những sinh vật mang ký sinh vật ở thể trưởng thành hay giai đoạn phát triển hữu giới, được gọi là vật chủ chính. Ví dụ: Trong chu kỳ phát triển của sán lá gan có ba vật chủ. Nhưng người mang sán lá gan ở thể trưởng thành gọi là vật chủ chính. Những sinh vật mang ký sinh trùng ở giai đoạn ấu trùng gọi là vật chủ phụ hay vật chủ trung gian. Ví dụ: ốc, cá là hai vật chủ trung gian của sán lá gan.
Thông thường ký sinh trùng nhỏ hơn nhiều so với vật chủ của nó, qua kết luận của chuyên gia sinh vật học của các loài sống, và sinh sản nhanh hơn và nhiều hơn vật chủ. Ví dụ điển hình của ký sinh bao gồm ký sinh lên vật chủ là động vật có xương sống và tất cả các loài vật chủ khác như giun Cestoda, sán lá, loài trùng gây sốt rét, Plasmodium và bọ chét.

## Các dạng ký sinh

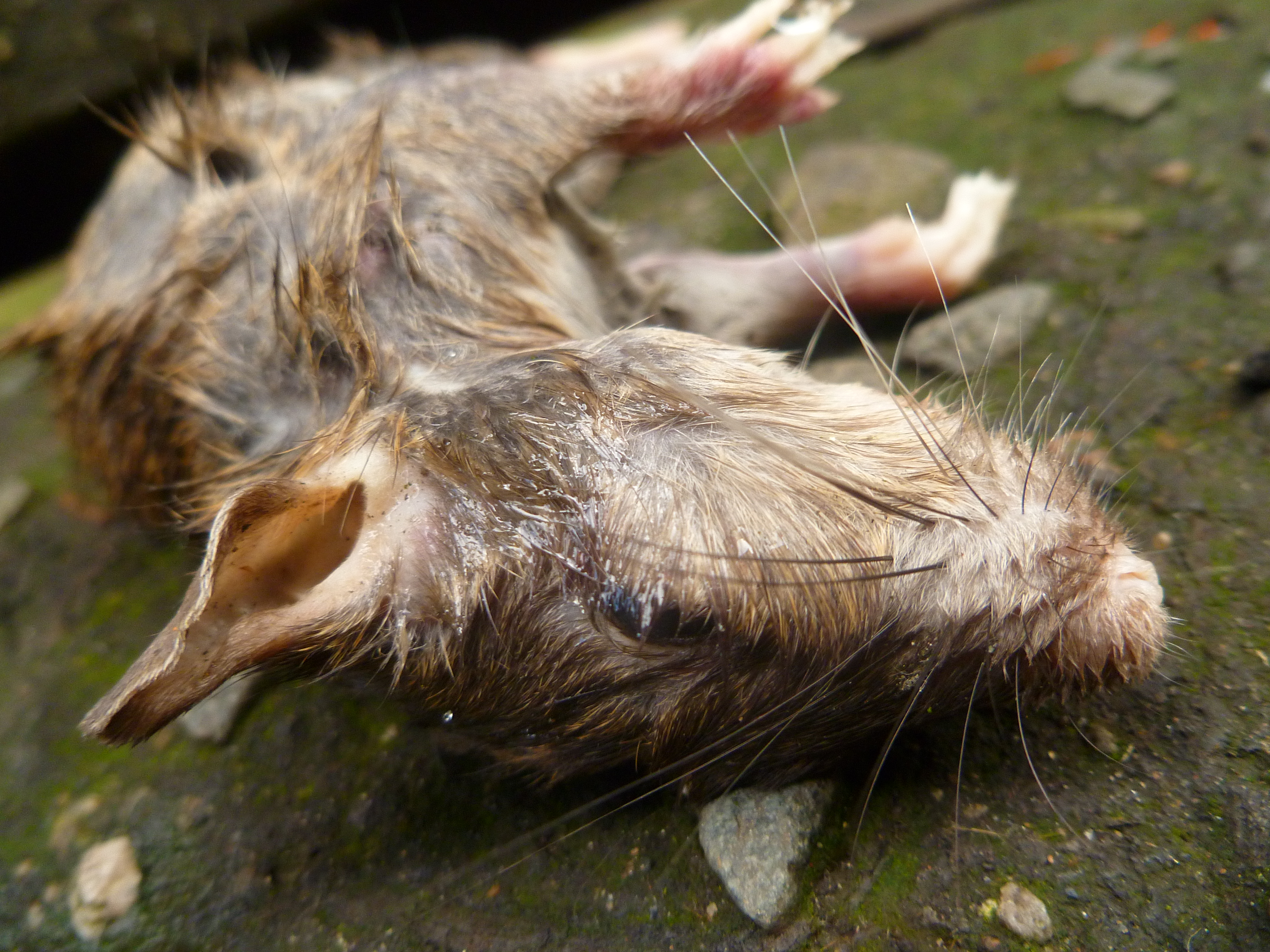
Chuột là vật chủ trung gian của nhiều loại dịch bệnh nguy hiểm

Có nhiều dạng ký sinh với quan hệ vật chủ ở các mức độ khác nhau.
- Ký sinh thật sự (parasite) là dạng ký sinh gắn liền với vật chủ. Nếu là ký sinh bắt buộc thì khi vật chủ chết thường có thể bị chết theo. Ví dụ giun sán,... hay thực vật như cây tơ hồng, tầm gửi.
- Ký sinh nuôi dưỡng (Brood parasite), là trường hợp động vật này đánh lừa và trao con cái cho động vật khác nuôi dưỡng, như chim tu hú, cá da trơn Mochokidae là Synodontis multipunctatus ở hồ Tanganyika, một số loài ong, kiến, bươm bướm như bướm Phengaris rebeli,...[1][2]. Các chủ nuôi thường không bị chết mà chỉ mất công chăm sóc và có thể mất con non của mình.
- Dạng ký sinh (parasitoid)[3] với hai mức độ:
  - Ký sinh đẻ trứng nhờ, phổ biến nhất là ong bắp cày. Chúng đẻ trứng vào vật chủ, các ấu trùng bám vào thân hoặc chui vào trong thân vật chủ, ăn các sinh chất. Cũng có dạng đẻ trứng vào ô tổ của ong khác và lấy ấu trùng ở đó làm vật chủ. Khi ấu trùng lớn lên thì vật chủ bị giết chết, và xác vật chủ thường trở thành vỏ kén. Khi trưởng thành thì ký sinh vật này sống độc lập.
  - Thức ăn cho ấu trùng: Thường là các loài kiểu ong có nọc như tò vò, đốt các động vật khác để làm con mồi tê liệt hoặc chết nhưng không bị phân hủy. Sau đó con mồi được đưa về tổ để làm thức ăn dần cho ấu trùng. Ví dụ điển hình là ong bắp cày Tarantula hawk tấn công cả nhện góa phụ đen hoặc nhện lông lá lớn ăn thịt chim (Tarantula) làm thức ăn cho con nó.

## Một số loài

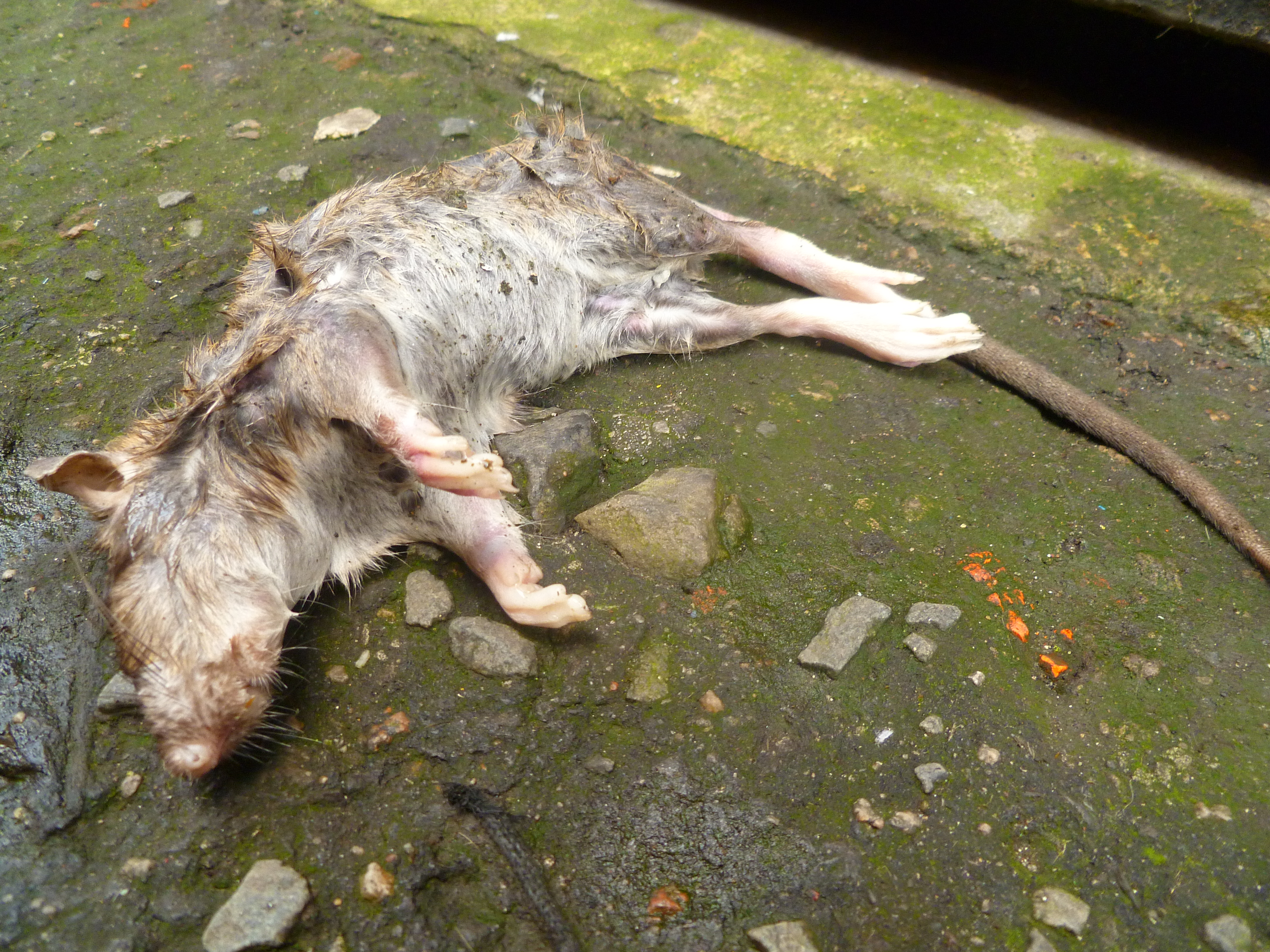
Một cái xác chết của chuột

- Chuột là vật chủ mang mầm bệnh truyền cho con người và vật nuôi. Là loài vật dơ bẩn và có thói quen tích trữ nên sẽ tha về đầy tổ các thứ dơ bẩn từ khắp nơi tạo thành ổ dịch bệnh, chúng mang theo rất nhiều mầm bệnh và truyền qua đường thức ăn, nguồn nước, chăn, màn, vật dụng mà con người thường xuyên tiếp xúc, thậm chí còn cắn người gây ra bệnh sốt chuột cắn.
- Nghêu, sò, ốc còn là vật chủ và là vật trung gian của hàng loạt các loại nang sán, ấu trùng, ký sinh trùng: vi khuẩn tả, lỵ, thương hàn, amip, Coliforms, E.coli... (khi ở dưới nước); các loại ký sinh trùng, ấu trùng của các loại giun, sán... (trong quá trình thu hoạch, vận chuyển, bày bán nhưng không đảm bảo vệ sinh)[4].